# Радецки (село)
Радецки (болг. Радецки) — село в Болгарии. Находится в Сливенской области, входит в общину Нова-Загора. Население составляет 373 человека.

## Политическая ситуация
В местном кметстве Радецки, в состав которого входит Радецки, должность кмета (старосты) исполняет Динё Иванов Динев (Болгарская социалистическая партия (БСП)) по результатам выборов правления кметства.
Кмет (мэр) общины Нова-Загора — Николай Георгиев Грозев (Граждане за европейское развитие Болгарии (ГЕРБ)) по результатам выборов.